# Céklás-völgyi-patak
A Céklás-völgyi-patak a Cserhátban ered, Erdőkürt északnyugati határában, Pest vármegyében, mintegy 220 méteres tengerszint feletti magasságban. A patak forrásától kezdve délkeleti irányban halad, majd Kálló településtől keletre éri el a Vanyarci-patakot.
A Céklás-völgyi-patak vízgazdálkodási szempontból a Zagyva Vízgyűjtő-tervezési alegység működési területét képezi.

## Part menti település
- Erdőkürt
- Kálló